# Нерюнгрі-Пасажирська

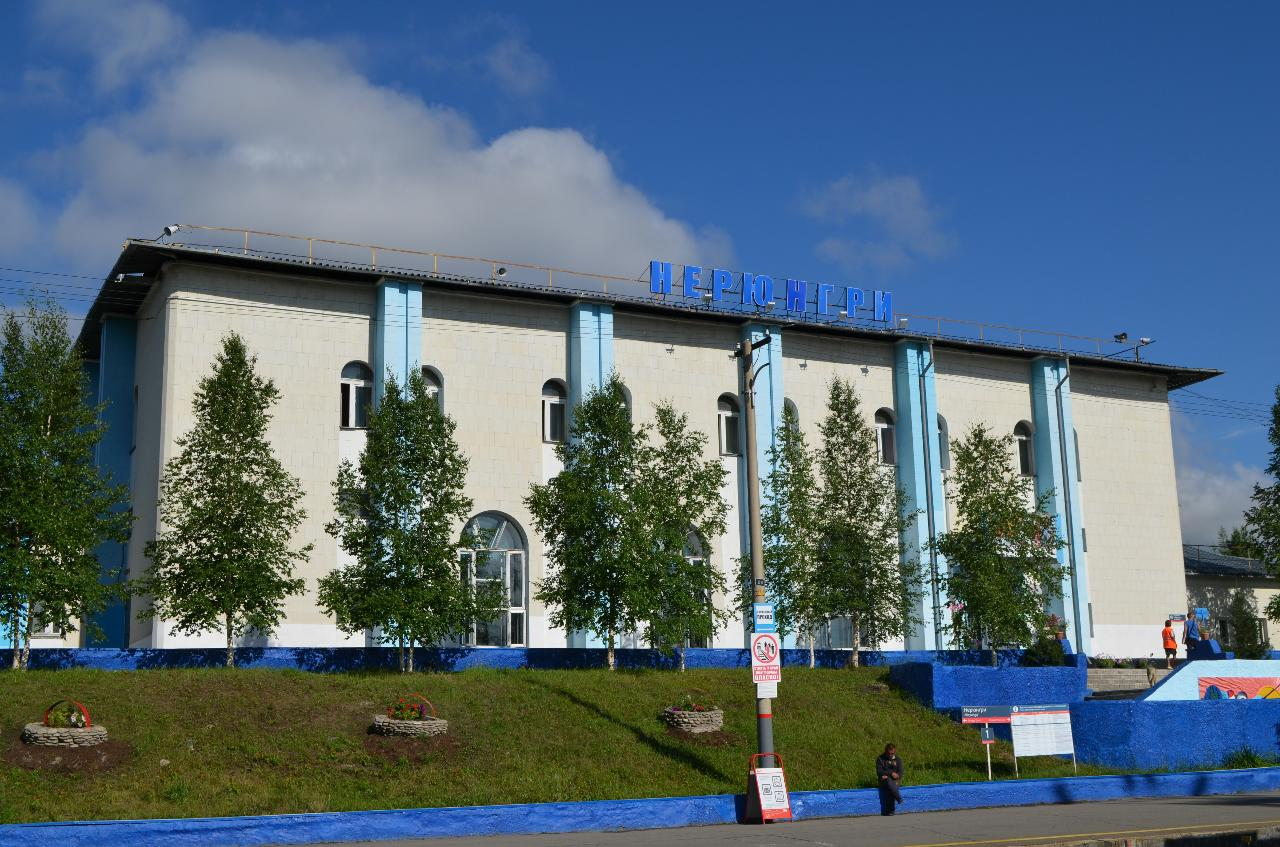

Нерюнгрі-Пасажирська (рос. Нерюнгри-Пассажирская) — станція Тиндинського регіону Далекосхідної залізниці Росії, розташована на дільниці роз'їзд Бестужево — Нижній Бестях між станціями Беркакіт (відстань — 9 км) і Нерюнгрі-Вантажна (9 км). Відстань до транзитного пункту Тинда — 229 км, до транзитного пункту Новий Ургал — 1126 км.
Розташована в місті Нерюнгрі.